# الانتخابات العامة لإمارة شرق الأردن1931
عُقدت الإنتخابات العامة لإمارة شرق الأردن بداية في العاشر من حزيران عام 1931م، وهذا بعد إحلال المجلس التشريعي، الّذي انتخب عام 1929م، بعد أن فشل في تخطي مرفق الميزانية.

## النظام الانتخابي
أخذ القانون الأساسي لسنة 1928 بنظام (المجلس الواحد) ويتألف من 16 نائبا منتخبا وفقاً لقانون الانتخاب، ومن رئيس الوزراء وأعضاء مجلس الوزراء، وعددهم (6)، وكان أعضاء مجلس الوزراء أعضاء لهم حق التصويت في المجلس التشريعي .

## النتائج
الأعضاء الستة عشر المنتخبون هم:
1. سعيد أبو جابر.
2. عادل العظمة.
3. ماجد العدوان.
4. ناجي العزّام.
5. قاسم الهنداوي.
6. سلطي الإبراهيم.
7. حديثة الخريشه.
8. رفيفان المجالي.
9. سعيد المفتي.
10. صالح العوران.
11. محمد السّعد.
12. حسين الطراونة.
13. متري الزريقات.
14. حمد بن جازي.
15. هاشم خير.
16. حسين خواجا.

## نتائج أخرى
أنتخب المجلس التشريعي الثاني في ظل حكومة السيد عبد الله سراج والتي شكلت بتاريخ 22/2/1931، واستمرت حتى 18/10/1933 ودخل أعضاؤها في المجلس التشريعي كأعضاء غير منتخبين منهم توفيق أبو الهدى وعودة القسوس وعمر حكمت وشكري شعاشعة وأخيرًا أديب الكايد. وخلال فترة انعقاد المجلس التشريعي الثاني تشكلت حكومة جديدة برئاسة إبراهيم هاشم بتاريخ 18/10/1933 حيث دخل أعضاؤها كأعضاء في المجلس التشريعي الثاني ومنهم عودة القسوس وسعيد المفتي وشكري شعاشعة وهشام خيار وقاسم الهنداوي. كان هذا المجلس هو الأول ليكمل مدته الدستورية كاملة استمرت حتى العاشر من حزيران 1934.